# Longanisse
La longanisse (ou langanisse) est une saucisse épicée de la tradition de la charcuterie pied-noire d'origine espagnole.
Elle est composée de gras et de maigre de porc, embossée dans du boyau de mouton d'un diamètre d'environ 22 à 24 mm. Son goût bien particulier provient du mélange d'épices qui entre dans sa composition et qui comprend de l'anis vert. On y trouve également du quatre-épices, de la cannelle, du poivre, du piment doux, de l'ail, du sel et de la muscade.
On mange la longanisse fraîche, grillée, mais également sèche ou demi-sèche. Elle n'a dans ce cas pas besoin de cuisson. La longanisse sert également d'ingrédient de base pour la réalisation de feuilletés à la longanisse.
La longanisse désigne aussi une saucisse aux herbes, qu'on trouve dans les cuisines espagnole (longaniza (es)), portugaise (linguiça), italienne et en Drôme-Ardèche.